# I liga paragwajska w piłce nożnej (1957)
I liga paragwajska w piłce nożnej (1957) – 47. sezon pierwszej ligi paragwajskiej. Mistrzem kraju został klub Club Olimpia, natomiast ze względu na równą liczbę punktów wicemistrzem Paragwaju zostały trzy kluby - Cerro Porteño, Club Sol de América i Club Guaraní.
Mistrzostwa rozegrano systemem każdy z każdym mecz i rewanż. Najlepszy w tabeli klub został mistrzem Paragwaju.
Z ligi spadł klub Club Presidente Hayes, a na jego miejsce awansował klub Club River Plate.

## Tabela końcowa
| Poz | Klub                  | Mecze | Punkty |
| --- | --------------------- | ----- | ------ |
| 1   | Club Olimpia          | 14    | 17     |
| 2   | Cerro Porteño         | 14    | 16     |
| 3   | Club Sol de América   | 14    | 16     |
| 4   | Club Guaraní          | 14    | 16     |
| 5   | Sportivo Luqueño      | 14    | 14     |
| 6   | Club Libertad         | 14    | 12     |
| 7   | Club Nacional         | 14    | 11     |
| 8   | Club Presidente Hayes | 14    | 10     |